# Comuna Novopavlivka, Mejova
Novopavlivka (în ucraineană Новопавлівка) este o comună în raionul Mejova, regiunea Dnipropetrovsk, Ucraina, formată din satele Ciuhuieve, Dacine, Filia și Novopavlivka (reședința).

## Demografie
Componența lingvistică a satului Novopavlivka
     Ucraineană (94,83%)
     Rusă (2,81%)
     Alte limbi (0,25%)
Conform recensământului din 2001, majoritatea populației satului Novopavlivka era vorbitoare de ucraineană (94,83%), existând în minoritate și vorbitori de rusă (2,81%).